# Новотроицкое (Николаевский район)
Новотроицкое (укр. Новотроїцьке) — село, относится к Николаевскому району Одесской области Украины.
Население по переписи 2001 года составляло 53 человека. Почтовый индекс — 67023. Телефонный код — 8-04857. Занимает площадь 0,56 км². Код КОАТУУ — 5123581802.

## Местный совет
67023, Одесская обл., Николаевский р-н, с. Исаево, ул. Ленина, 116